# 115 av. J.-C.
Cette page concerne l'année 115 av. J.-C. du calendrier julien proleptique.

## Événements
- 7 septembre 116 av. J.-C. (1er janvier 639 du calendrier romain) : début à Rome du consulat de Marcus Aemilius Scaurus et Marcus Caecilius Metellus[1].
  - Caecilius Metellus est envoyé en Sardaigne pour réprimer une insurrection. Il y reste jusqu'en 111 av. J.-C. quand il obtient les honneurs du triomphe. Une inscription sur une table de bronze retrouvée à Esterzili mentionne sa médiation pour régler un accord frontalier entre les Galilenses et les Patulcenses Campani[2].
  - Scaurus fait voter une loi somptuaire interdisant de servir à table les loirs engraissés, les coquillages et les oiseaux importés, et une loi sur les droits des affranchis. Il obtient les honneurs du triomphe sur les Celtes de la tribu des Carni[1].
  - Marius est élu préteur ; accusé de corruption électorale, il est acquitté[3].
  - 314 336 citoyens romains[4].
- Avant le 6 avril[5] : contre sa volonté, Cléopâtre III règne sur l'Égypte conjointement avec son fils Ptolémée IX Sôter II, ou Lathyre (142/80 av. J.-C.).
  - Ptolémée IX Sôter II répudie sa sœur et épouse Cléopâtre IV, car elle refuse de reconnaître la préséance de leur mère, puis épouse Cléopâtre V Séléné. Cléopâtre IV se réfugie à Chypre puis en Syrie où elle épouse vers 113 le roi Séleucide Antiochos IX[6].

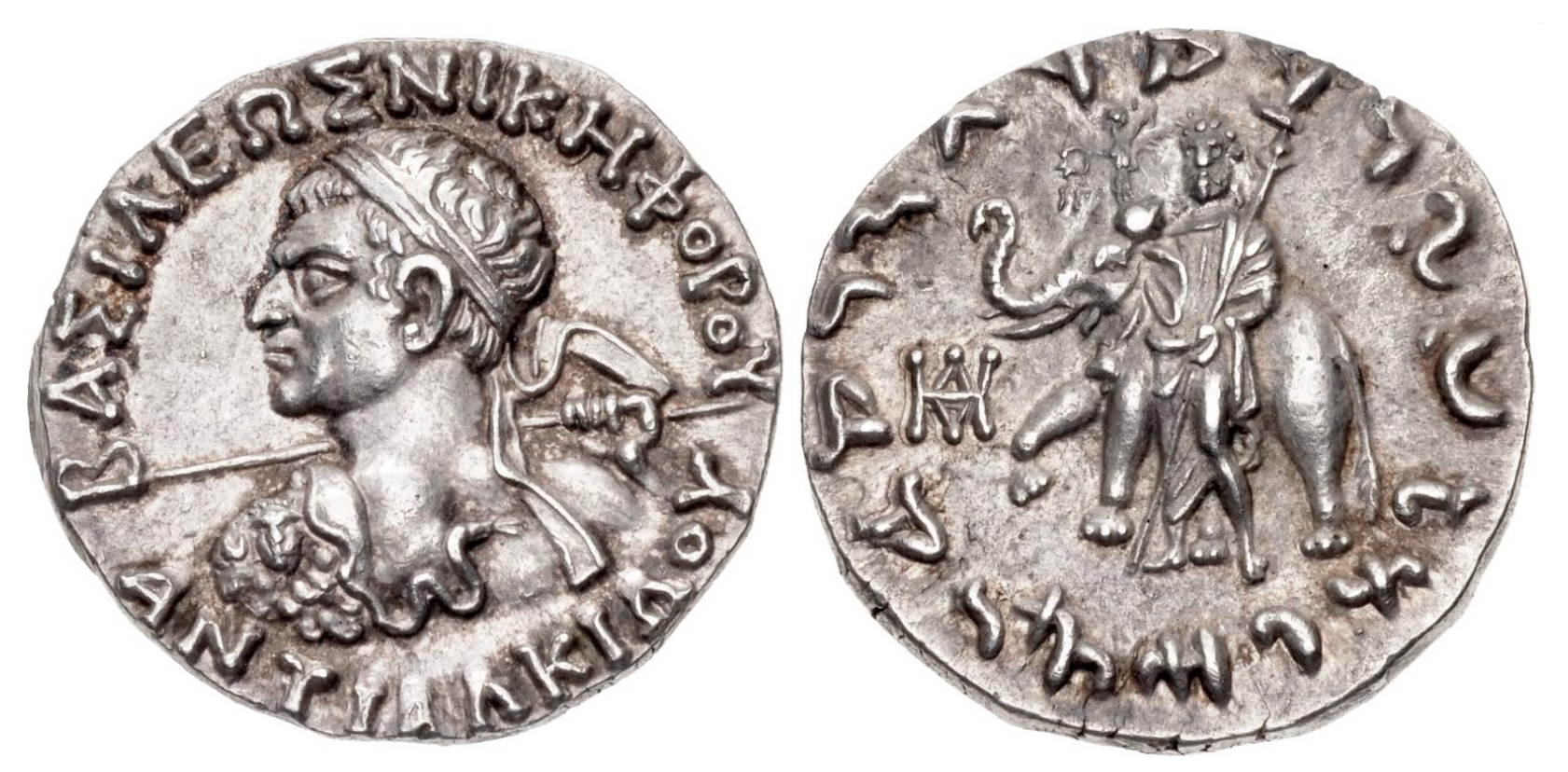
Monnaie du roi Antialkides.

- Les Parthes chassent les Sakas de Bactriane[7].
- Traité de commerce entre les Parthes et la Chine des Han[8].
- Début du règne d'Antialkides, roi indo-grec de Taxila (v. 115-95 av. J.-C.)[9].

## Naissances en 115 av. J.-C.
- Crassus, général et homme politique romain.
- Lucullus, homme d'État et général romain.

## Décès
- Quintus Caecilius Metellus Macedonicus, général et homme politique romain.